# Indra Rios-Moore
Indra Rios-Moore (New York, 1980. ? –) amerikai dzsesszénekesnő.
Nem is tudom, van-e még egy ilyen gyönyörű hangú énekesnő a világon!

## Pályakép
Puerto Ricó-i származású énekesnő. Anyja szociális munkás, míg apja dzsessz-basszusgitáros volt.
Rios-Moore pályáját erőteljesen meghatározta anyja lemezgyűjteménye. 13 éves korára felismerték különleges tehetségét, ami arra ösztönözte, hogy jelentkezzen a Mannes Zeneakadémiára (Mannes School of Music). Ugyanebben az évben kezdte el a klasszikus énekkutatást, amelyet a Smith College-ban folytatott.
Férjhez ment Benjamin Trærup dzsesszzenészhez, Dániába költözött, ahol létrehozott egy triót. Ez hamarosan ismert lett Skandináviában. Debütáló albuma 2010-ben jelent meg, és máris jelölték Dániában a „Best Jazzvocal Album” kategóriában. Második lemeze (In Between) a díjat már el is nyerte.
Barcelonában él.

## Lemezei
- In Between (2012)
- Indra (2010)
- Heartland (2015)
- Carry My Heart (2018)

- On Rosenhill (2020)

## Díjak
- BMW Welt Jazz Award, 2016